# Siphona selecta
Siphona selecta är en tvåvingeart som först beskrevs av Pandelle 1894.  Siphona selecta ingår i släktet Siphona och familjen parasitflugor. Inga underarter finns listade i Catalogue of Life.